# Doming
Als Doming wird eine vorübergehende Verformung der Loch- oder Schlitzmaske einer Bildröhre bezeichnet, die infolge einer verstärkten Erwärmung der Maske durch den Elektronenstrahl, z. B. durch hohe Helligkeit oder Kontrast, entsteht. Durch die Verformung ist die Lochmaske nicht mehr korrekt zur Leuchtschicht ausgerichtet, so dass der Elektronenstrahl nach Passieren der Lochmaske nicht mehr genau die entsprechend-farbigen Punkte der Leuchtschicht trifft. Dadurch entstehen Farbunreinheiten speziell in den Ecken und Seiten des Bildschirms, sowie eine schlechte Helligkeitsverteilung.
Zur Vermeidung des Effekts kann eine Invar-Legierung für die Lochmaske verwendet werden. Ebenso sind Streifenmasken weniger anfällig, da sie aufgrund ihrer kleineren Oberfläche nur einen geringeren Teil der in den Elektronenstrahlen enthaltenen Energie in Wärme umsetzen.